# Heilgeiststraße 14/15 (Stralsund)
Die Gebäude mit der postalischen Adresse Heilgeiststraße 14/15 sind zwei denkmalgeschützte Bauwerke in der Heilgeiststraße in Stralsund.

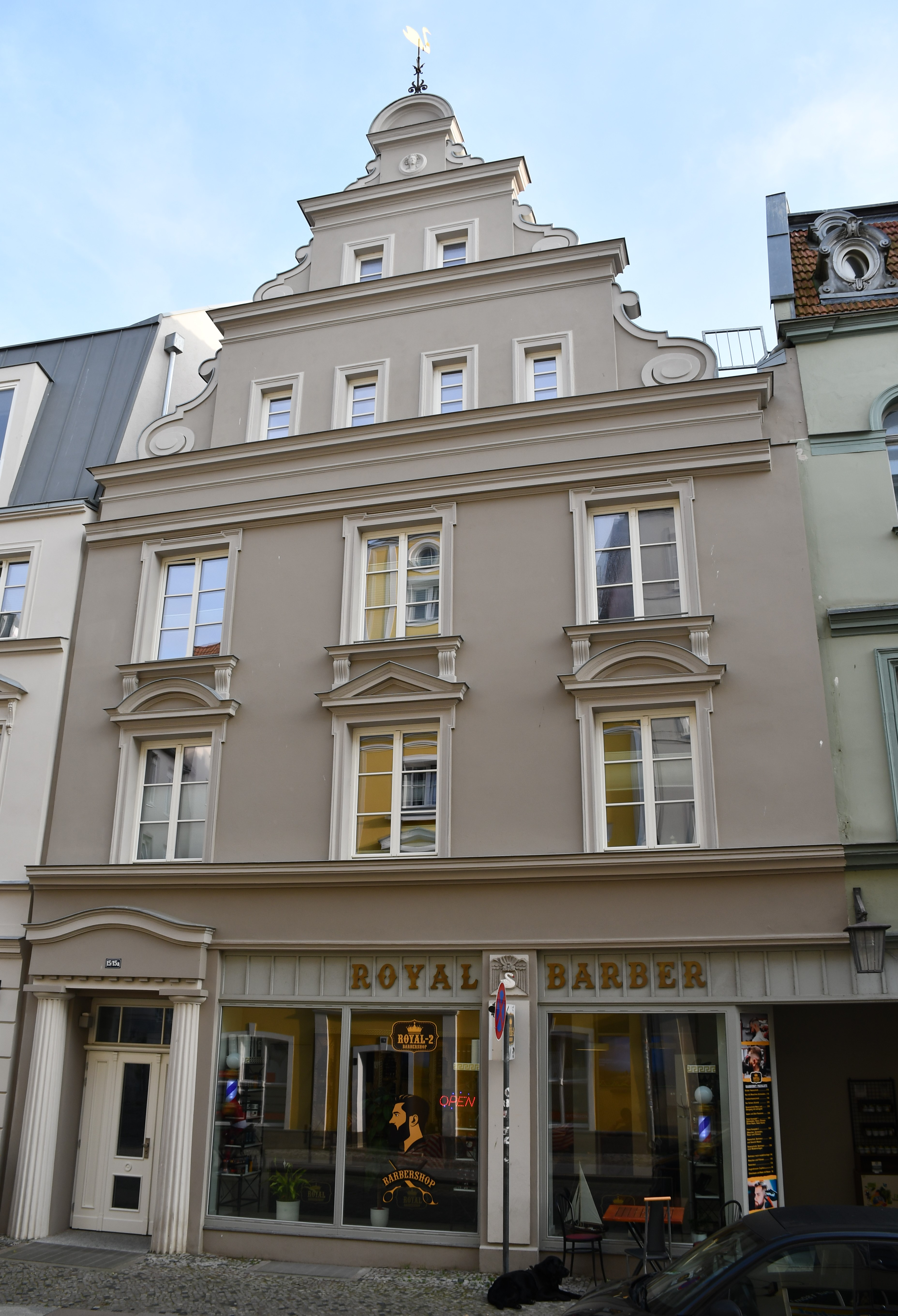
Das Haus Heilgeiststraße 15 in Stralsund (2023)

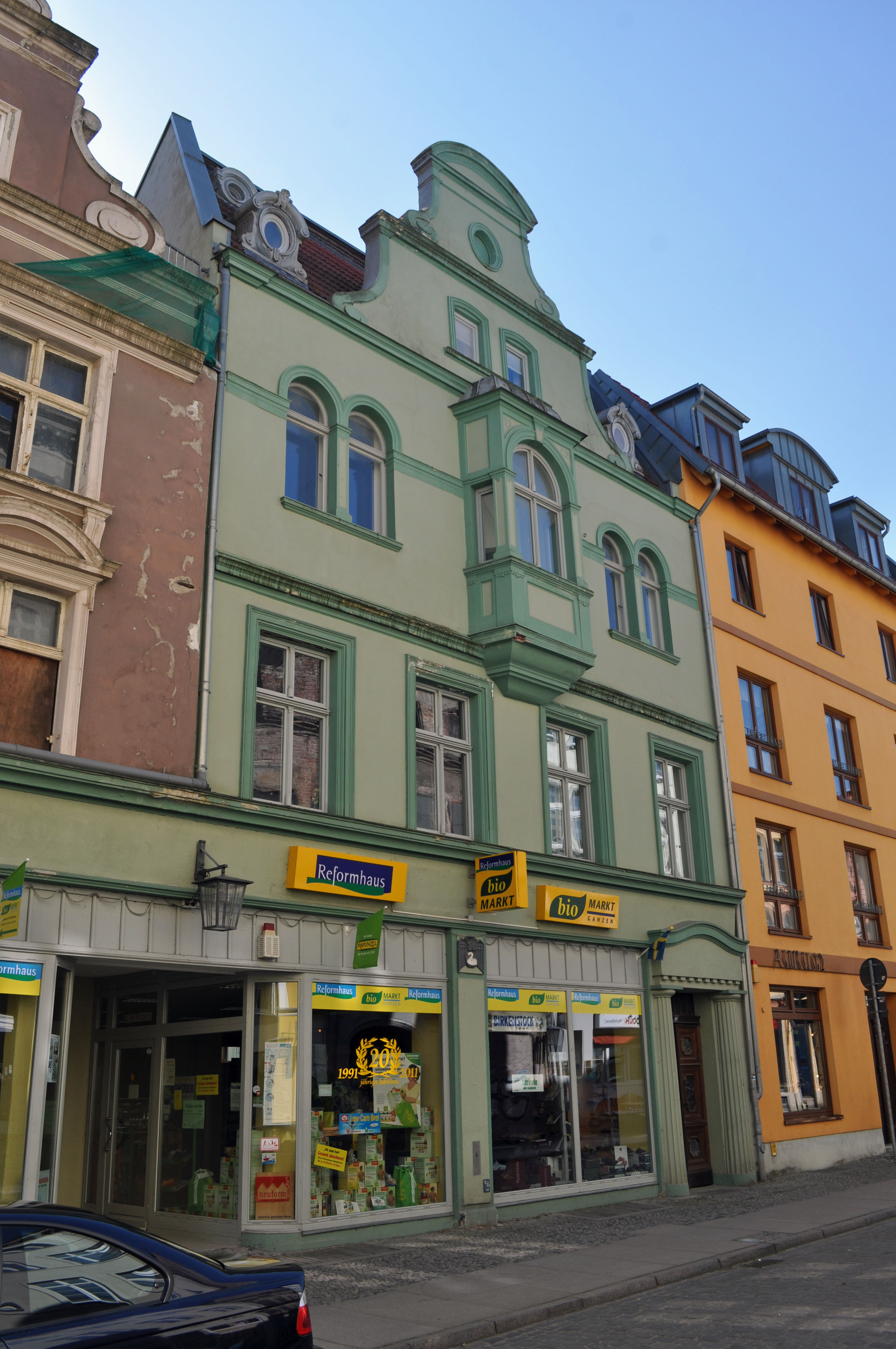
Das Haus Heilgeiststraße 14 in Stralsund (2012)

Das Haus mit der Nummer 14 besaß ursprünglich eine barock gestaltete Fassade. Bei Umgestaltungen in den Jahren 1867 und 1902 wurde ein Erker im zweiten Obergeschoss angebaut und das Gebäude durch ein Zwerchhaus bekrönt.
Das Haus mit der Nummer 15 wurde im Jahr 1681 errichtet und war ebenfalls barock gestaltet. Vom ursprünglichen Bau ist der Volutengiebel erhalten. Die Gliederung in den beiden Obergeschossen stammt von Umbauten im Jahr 1892.
Die beiden dreigeschossigen Putzbauten wurden im Jahr 1909 durch eine gemeinsame Gestaltung der Erdgeschosse zusammengefasst. Aus dieser Gestaltung stammen die beiden Portale in den äußeren Achsen.
Die Häuser liegen im Kerngebiet des von der UNESCO als Weltkulturerbe anerkannten Stadtgebietes des Kulturgutes „Historische Altstädte Stralsund und Wismar“. In die Liste der Baudenkmale in Stralsund sind sie gemeinsam mit der Nummer 324 eingetragen.